# Fundulidae
Fundulidae là một họ cá cỡ nhỏ gồm các loài cá Killi trong bộ cá chép răng Cyprinodontiformes được tìm thấy ở Bắc Mỹ. Họ cá này có 46 loài cá bản địa của Bắc Mỹ, được tìm thấy ở vùng xa xôi của bán đảo Yucatan cho đến các đảo ở vùng Bermuda và Cuba, những loài cá trong họ này phân bố cả ở vùng nước ngọt lẫn môi trường biển. Phần lớn các thành viên trong họ này đều là những loài cá nhỏ, trong khi loài cá Killi lớn nhất là Fundulus grandissimus và Fundulus catenatus có thể đo được chiều dài 20 cm thì hầu hết các loài các đều chỉ phát triển đến 10 cm chiều dài

## Các chi
Hiện hành có 03 chi được ghi nhận trong họ cá này:
- Adinia
- Fundulus
- Leptolucania
- Lucania